# Rathaus Bregenz

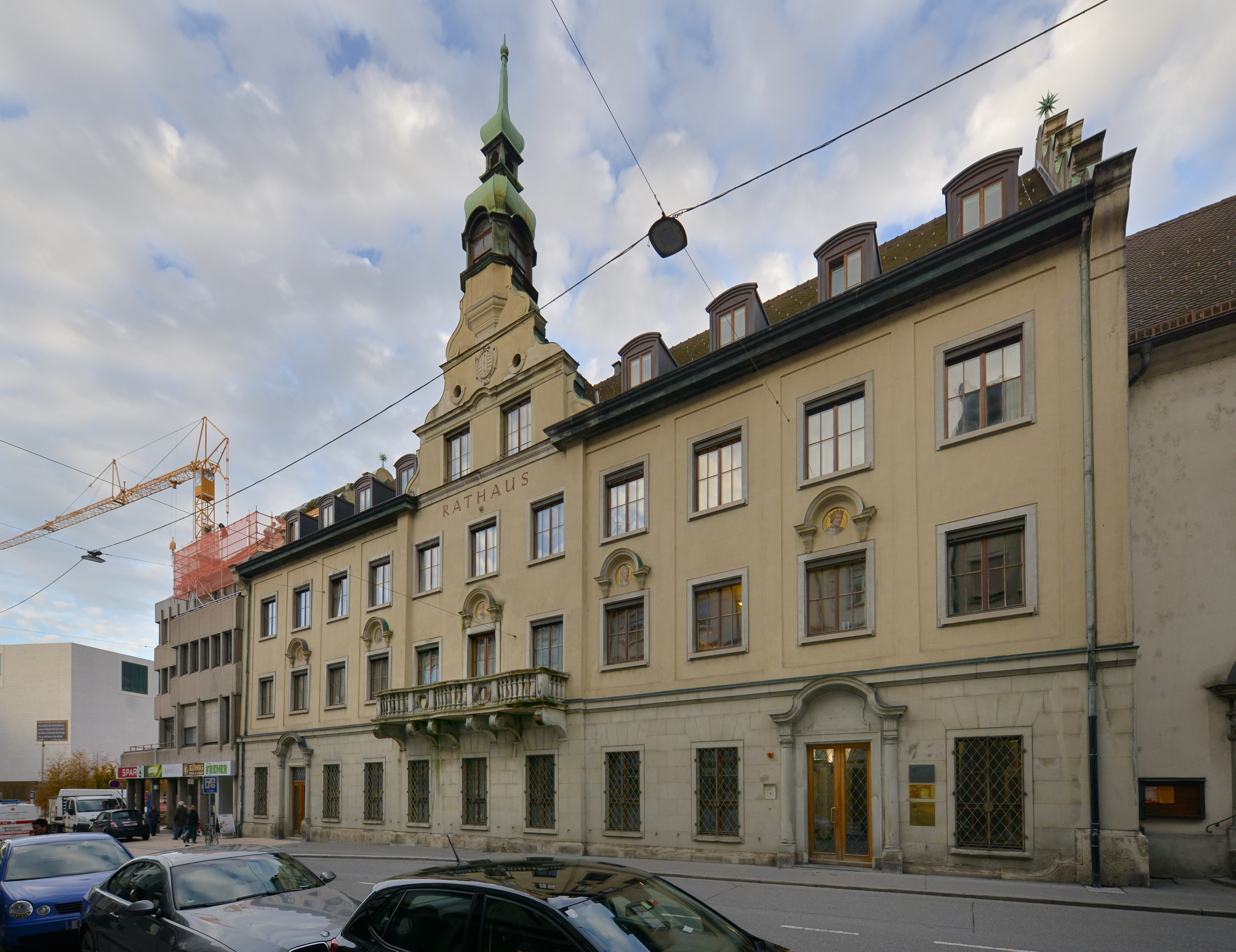
Rathaus Bregenz

Das Rathaus Bregenz ist das Rathaus der Landeshauptstadt Bregenz im Bezirk Bregenz in Vorarlberg. Es befindet sich an der Rathausstraße 4 und steht unter Denkmalschutz (Listeneintrag).

## Geschichte
Das Bauwerk wurde ursprünglich 1686 von Johann Georg Kuen als Lagerhaus errichtet und 1720 zur Stadtkanzlei umgebaut. Als Rathaus wird es seit 1810/1811 genutzt. Die heutige Fassadengestaltung stammt von 1898. 1955/1956 sowie 2021 erfolgten Renovierungen.

## Architektur
Äußeres
Das Rathaus ist ein langgestrecktes Gebäude, das an der rechten Seite direkt an die Seekapelle anschließt. Das Bauwerk ist dreigeschoßig  und weist auf der Straßenseite elf Fensterachsen auf. Der Mittelrisalit ist seicht übergiebelt und wird im ersten Stockwerk durch einen Steinbalkon betont. Die Fassade ist durch Putzrahmenfelder gegliedert. Sie weist weiters Rundbogenüberdachungen auf. In diesen befinden sich Mosaikmedaillons von Josef Boss aus dem Jahr 1898. Die beiden Eingangsportale werden durch toskanische Halbsäulen noch stärker betont.
Inneres
Der Saal des Stadtrates wurde von Otto Mallaun entworfen und 1908/1909 von Josef Gaudl ausgeführt.  Die Glasfenster im Stiegenhaus stammen von Hubert Berchtold aus dem Jahr 1959.